# Savogna
Savogna (Sauodnja en slovène) est une commune italienne de la province d'Udine dans la région Frioul-Vénétie Julienne en Italie.

## Administration
| Période | Période  | Identité          | Étiquette            | Qualité               |
| ------- | -------- | ----------------- | -------------------- | --------------------- |
| 1985    | 1990     | Cudrig Paolo      | Democrazia Cristiana | maire                 |
| 1990    | 1995     | Cudrig Paolo      | Democrazia Cristiana | maire                 |
| 1995    | 1999     | Petricig Pasquale | Liste civique        | maire                 |
| 1999    | 2004     | Cernoia Lorenzo   | Democrazia Cristiana | maire                 |
| 2004    | 2009     | Cernoia Lorenzo   | Liste civique        | maire                 |
| 2009    | 2011     | Loszach Marisa    | Liste civique        | maire                 |
| 2011    | 2012     | Damele Daniele    |                      | commissaire municipal |
| 2012    | en cours | Cendou Germano    | Liste civique        | maire                 |

Elements de Ministère des Affaires étrangères de l'Intérieur

### Hameaux
Barza (Barca), Blasin (Blažin), Brizza di Sopra (Gorenje Barca), Brizza di Sotto (Dolenje Barca), Cepletischis (Čeplešišče), Crisnaro (Kranjac), Dus (Duš), Fletta (Fleta), Franz (Franci), Gabrovizza (Gabruca), Iellina (Jelina), Ieronizza (Jeronišče), Losaz (Ložac), Masseris (Mašera), Montemaggiore (Matajur), Pechinie di Sopra (Gorenje Pečnije), Pechinie di Sotto (Dolenje Pečnije), Podar, Podoreg (Podorieh), Polava, Savogna (Sauodnja), Stefenig (Stiefinči), Stermizza (Starmica), Tercimonte (Tarčmun).

### Communes limitrophes
Grimacco, Pulfero, San Leonardo, San Pietro al Natisone